# 1988년 하계 올림픽 유도
1988년 하계 올림픽의 유도는 1988년 9월 17일부터 9월 22일까지 대한민국 서울 장충 체육관에서 진행되었다.

## 경기장
서울에 있는 장충 체육관에서 경기가 열렸다.
| 도시         | 경기장                     | 비고    |
| ------------ | -------------------------- | ------- |
| 서울 (Seoul) | 장충체육관 (Jangchung gym) | 전 경기 |

## 세부 종목
무제한급이 없어져 총 7종목이 진행되었으며, 여자는 시범 종목으로 진행되었다. 세부 종목은 아래와 같다.
| - 남자 종목 - 60kg급 - 65kg급 - 71kg급 - 80kg급 - 90kg급 - 95kg급 - 95kg이상급 |

## 메달리스트

### 남자
| 종목                   | 금                           | 은                           | 동                           |
| ---------------------- | ---------------------------- | ---------------------------- | ---------------------------- |
| 남자 60kg급 자세히     | 김재엽 · 대한민국            | 케빈 아사노 · 미국           | 호소카와 신지 · 일본         |
| 남자 60kg급 자세히     | 김재엽 · 대한민국            | 케빈 아사노 · 미국           | 푸티 카시빌레 · 소련         |
| 남자 65kg급 자세히     | 이경근 · 대한민국            | 야누슈 파브워프스키 · 폴란드 | 카라베타 브루노 · 프랑스     |
| 남자 65kg급 자세히     | 이경근 · 대한민국            | 야누슈 파브워프스키 · 폴란드 | 야마모토 요스케 · 일본       |
| 남자 71kg급 자세히     | 마르크 알렉상드르 · 프랑스   | 스벤 롤 · 동독               | 마이크 스웨인 · 미국         |
| 남자 71kg급 자세히     | 마르크 알렉상드르 · 프랑스   | 스벤 롤 · 동독               | 알렉산드르 게오르기 · 소련   |
| 남자 78kg급 자세히     | 발데마르 레기엔 · 폴란드     | 프랭클린 비네거 · 서독       | 도르스텐 브리초트 · 동독     |
| 남자 78kg급 자세히     | 발데마르 레기엔 · 폴란드     | 프랭클린 비네거 · 서독       | 바시르 바라예프 · 소련       |
| 남자 86kg급 자세히     | 페터 자이젠바허 · 오스트리아 | 블라디미르 체스타코프 · 소련 | 오다카 아키노부 · 일본       |
| 남자 86kg급 자세히     | 페터 자이젠바허 · 오스트리아 | 블라디미르 체스타코프 · 소련 | 벤 스피커스 · 네덜란드       |
| 남자 95kg급 자세히     | 아우렐리우 미구엘 · 브라질   | 마르크 마일링 · 서독         | 데니스 스튜어트 · 영국       |
| 남자 95kg급 자세히     | 아우렐리우 미구엘 · 브라질   | 마르크 마일링 · 서독         | 로베르트 판 데 발레 · 벨기에 |
| 남자 95kg이상급 자세히 | 사이토 히토시 · 일본         | 헨리 슈퇴르 · 동독           | 조용철 · 대한민국            |
| 남자 95kg이상급 자세히 | 사이토 히토시 · 일본         | 헨리 슈퇴르 · 동독           | 그레고리 버리트체프 · 소련   |

## 메달 집계

### 최종 순위
| 순위 | 국가             | 금메달 | 은메달 | 동메달 | 합계 |
| ---- | ---------------- | ------ | ------ | ------ | ---- |
| 1    | 대한민국 (KOR)   | 2      | 0      | 1      | 3    |
| 2    | 폴란드 (POL)     | 1      | 1      | 0      | 2    |
| 3    | 일본 (JPN)       | 1      | 0      | 3      | 4    |
| 4    | 프랑스 (FRA)     | 1      | 0      | 1      | 2    |
| 5    | 오스트리아 (AUT) | 1      | 0      | 0      | 1    |
| 5    | 브라질 (BRA)     | 1      | 0      | 0      | 0    |
| 6    | 동독 (GDR)       | 0      | 2      | 1      | 3    |
| 7    | 서독 (FRG)       | 0      | 2      | 0      | 2    |
| 8    | 소련 (URS)       | 0      | 1      | 4      | 5    |
| 9    | 미국 (USA)       | 0      | 1      | 1      | 2    |
| 10   | 벨기에 (BEL)     | 0      | 0      | 0      | 1    |
| 10   | 영국 (GBR)       | 0      | 0      | 1      | 1    |
| 10   | 네덜란드 (NED)   | 0      | 0      | 1      | 1    |
| 합계 | 합계             | 8      | 8      | 8      | 16   |